# Stereum rugosum
Espèce
Stereum rugosum est une espèce de champignons basidiomycètes de la famille des Stereaceae.